# Mouloud Feraoun
Mouloud Feraoun (Tizi Hibel, 8 marzo 1913 – El Biar, 15 marzo 1962) è stato uno scrittore algerino in lingua francese.

## Biografia
Mouloud Feraoun (propriamente Mouloud n At Chaâbane: i "cognomi" dello stato civile vennero imposti dai Francesi dopo il 1871, spesso in maniera arbitraria) nacque in un piccolo villaggio della Cabilia, in una famiglia estremamente modesta. Il padre si era adattato a molti lavori viaggiando molto in Algeria e in Francia, e lavorando anche in miniera. Molti aspetti dell'infanzia e degli inizi della formazione di Mouloud Feraoun emergono dalla sua opera in gran parte autobiografica Il figlio del povero. Comincia gli studi a 7 anni nella scuola elementare di Taourirt Moussa, un villaggio vicino al suo, e nel 1928 entra in collegio a Tizi Ouzou, grazie a una borsa di studio. Nel 1932 riesce a superare l'esame di ammissione alla Scuola Normale di Bouzaréa, dove studia per diventare maestro elementare. In quel periodo entra in contatto con il romanziere Emmanuel Roblès (membro dell'Accademia Goncourt), e collabora con la sua rivista Le Profane.
Nel 1935 comincia la sua attività di maestro a Taourirt Moussa.  Nello stesso anno si sposa con una cugina, Dahbia, da cui avrà sette figli. Nel 1949 effettua il primo viaggio a Parigi. Altri ne farà negli anni successivi, entrando in contatto con diversi esponenti della cultura francese, come Albert Camus e Pierre Bourdieu, con i quali manterrà costanti rapporti.  Nel 1952 viene promosso direttore della scuola di Fort-National (oggi Larbaa Nat Yiraten). Nel 1955, poco dopo lo scoppio della guerra d'Algeria, comincia a tenere un diario che verrà pubblicato dopo la sua morte.
Nel 1957, in seguito a dissapori con un funzionario locale, è costretto a trasferirsi nella regione di Algeri, per dirigervi una scuola a Le Clos-Salembier.  Mouloud Feraoun detestava Algeri, dove si sentiva sradicato, lontano dalla natia Cabilia. Assume in seguito (1960) la direzione dei centri sociali che Germaine Tillion aveva fondato a El Biar allo scopo di provvedere un'istruzione ai ragazzi dei ceti meno favoriti. Tra maggio e giugno 1961 effettua un viaggio in Italia, Sardegna e Grecia con una missione del Centro algerino di espansione economica e sociale.
Il 15 marzo 1962, a soli quattro giorni dal cessate il fuoco che avrebbe di fatto posto fine alla guerra d'Algeria, Mouloud Feraoun viene ucciso, insieme ad altri due Algerini e tre Francesi, da un commando dell'OAS.

## Opere
Mouloud Feraoun ha scritto tre romanzi (un quarto è rimasto incompiuto), e diversi racconti e testi letterari di vario genere tra cui una traduzione di poesie berbere.
La sua prima opera, in gran parte autobiografica (Il figlio del povero), narra la storia di Menrad (detto Fouroulou), un ragazzo povero che con molta forza di volontà cerca di proseguire negli studi, consapevole però degli enormi handicap che lo condizionano inevitabilmente, in quanto indigeno colonizzato e per di più nato in una famiglia estremamente povera. Questo romanzo, iniziato durante le vacanze di Pasqua del 1939, vedrà la luce solo nel 1950, e verrà pubblicato a spese dell'autore. Vincerà il Gran premio letterario di Algeri nel dicembre dello stesso anno. Le edizioni Seuil di Parigi lo ripubblicheranno nel 1954 amputato dei capitoli finali, che Feraoun intendeva inserire in un altro romanzo che ne fosse la continuazione (il romanzo rimarrà incompiuto per la morte prematura dell'autore, e verrà pubblicato, insieme ad altri scritti, nella raccolta postuma L'anniversario).
Il secondo romanzo, La terra e il sangue (1953), descrive le esperienze dell'emigrazione attraverso le vicende di un Cabilo che ritorna dalla Francia, dove si è sposato con una francese di umile condizione che lo segue e cerca di integrarsi nella vita del villaggio. Il terzo romanzo, Le strade in salita (1957), ne rappresenta una specie di continuazione poiché il protagonista è il figlio della donna francese, visto qui nelle sue vicende nel bel mezzo della guerra di indipendenza, con una generazione disorientata alle prese con i contrasti tra il vecchio e il nuovo, tra indigeni ed europei.
Lo scopo di Feraoun, nelle sue opere, era quello di trasmettere al lettore una percezione dell'"animo cabilo", scopo che egli persegue con rara efficacia servendosi di uno stile asciutto, privo di ogni retorica ma estremamente reale e in grado di fare cogliere veramente le mille sfumature del sentire dei Cabili. Oltre ai romanzi, egli ha composto anche numerosi testi più brevi, bozzetti e quadri di vita di ogni giorno, che sono stati raccolti nel suggestivo Giorni di Cabilia. L'amore per il suo paese e per tutte le manifestazioni dello spirito dei conterranei lo ha spinto inoltre a pubblicare Les poèmes de Si Mohand, un piccolo ma avvincente libriccino in cui ha presentato, trascritto e tradotto una cinquantina di poesie del grande autore bohémien della Cabilia Si Mohand ou-Mhand (1848 circa-1905).
Di notevole significato per la conoscenza del pensiero di Mouloud Feraoun sono i testi contenuti nel Diario che cominciò a tenere nel 1955, all'indomani dello scoppio della guerra per l'indipendenza algerina. Terminati nel 1962, vennero pubblicati dopo la sua morte. A illustrare la sua personalità contribuisce anche l'epistolario (Lettere ai suoi amici), che abbraccia un periodo dal 1949 al 1962.
Un libro pubblicato postumo, L'anniversario contiene diversi scritti incompiuti (come la prosecuzione de Il figlio del povero) e inoltre testi sparsi pubblicati in precedenza su varie riviste, come L'aiuto reciproco in Cabilia e Viaggio in Grecia.
Nel 2007, i figli Ali e Rachid hanno pubblicato un romanzo, completato nel 1958 ma mai pubblicato, il cui titolo doveva essere L'anniversaire. Ma dal momento che l'editore parigino aveva già utilizzato questo titolo per una raccolta postuma di vari scritti, esso è stato chiamato La Città delle Rose, dal nome del quartiere in cui si svolge l'azione, la storia di un amore impossibile tra due insegnanti, una francese ed un algerino, sullo sfondo delle vicende della battaglia di Algeri.
L'opera di Mouloud Feraoun , per la sua capacità di far conoscere "dall'interno" la società degli umili, la loro miseria e le loro dure condizioni di vita, ma anche i loro sogni, le loro aspirazioni e i loro smarrimenti, è stata da molti avvicinata a quella che, in un senso analogo, è stata in Italia l'opera di Carlo Levi, Ignazio Silone o Elio Vittorini.

## Elenco degli scritti di Mouloud Feraoun
- Le fils du pauvre ("Il figlio del povero"), romanzo, le Puy, Ed. Les Cahiers du Nouvel Humanisme, 1950; 2. ed. Parigi, Seuil, 1954 [Premio letterario "Città d'Algeri" 1950]
- La terre et le sang ("La terra e il sangue"), romanzo, Parigi, Seuil, 1953 [Prix Populiste]
- Jours de Kabylie ("Giorni di Cabilia"), saggi, Algeri, Baconnier, 1954; 2. ed. Parigi, Seuil, 1962
- Les chemins qui montent ("Le strade in salita"), romanzo, Parigi, Seuil, 1957
- Les poèmes de Si Mohand ("Le poesie di Si Mohand"), poesie, Parigi, Minuit, 1960
- Journal, 1955-1962 ("Diario, 1955-1962"), Parigi, Seuil, 1962
- Lettres à ses amis ("Lettere ai suoi amici"), epistolario, Parigi, Seuil, 1969
- L'Anniversaire ("L'anniversario"), scritti incompiuti, Parigi, Seuil, 1972
- La Cité des Roses ("La città delle rose"), romanzo, Algeri, Éditions Yamcom, 2007 (ISBN 978-9961-9677-06)

### Traduzioni
- Le fils du pauvre
  - (AR)  Najl al-faqir, trad. di Muhammad Agina, Tunis, Dar Saras li'n-Nasr, 1982, 156 pp. (4ª ed. 1992, ISBN 9973190025)
  - (DE)  Der Sohn des Armen, trad. di Grete Steinböck, Würzburg & Wien, Zettner, 1957, 180 pp.
  - (EN)  The Poor Man's Son: Menrad, Kabyle Schoolteacher, trad. di Lucy R. McNair, introd. James D. LeSueur, Charlottesville & London, University of Virginia Press, 2005, xxxiv + 153 pp. - ISBN 0-8139-2325-5 (rilegato) ISBN 0-8139-2326-3 (brossura)
  - (KAB)  Mmis n igellil, trad. di Musa At Taleb, Tizi Ouzou, L'Odyssée, 2005, 165 pp. - ISBN 9961-9554-7-1
  - Il figlio del povero, trad. di Caterina Pastura, Messina, Mesogea, 2008, 168 pp. - ISBN 9788846920669
- La terre et le sang
  - Terra e sangue, trad. di Caterina Pastura, Messina, Mesogea, 2006, 298 pp. - ISBN 9788846920614
  - (DE)  Die Heimkehr des Amer-u-Kaci, trad. di Hermann Schreiber, Berlin & Weimar, Aufbau-Verl., 1956, 276 pp.
- Les chemins qui montent
  - (DE)  Die Wege hügelan, trad. di Grete Steinböck, Würzburg & Wien, Zettner, 1958, 219 pp.